# Premium SMS
Premium SMS (či Premium Rate SMS, zkráceně PR SMS) jsou SMS zprávy, u kterých se cena liší od běžné ceny účtované zákazníkovi mobilním operátorem. Jsou účtované tzv. prémiovou cenou, která se v Česku pohybuje v rozmezí od 2 do 99 Kč (může být až 600 Kč u MT PR SMS).

## Typy
Podle způsobu odesílání a zpoplatnění se rozlišují:
MO Premium SMS
(MO = mobile originated)
SMS je zpoplatněna při odeslání. Tvar čísla:
- 90z xy ab (sedmimístný)

MT Premium SMS
(MT = mobile terminated)
SMS je zpoplatněna při přijetí. Tvar čísla:
- 90z xy (pětimístný; ve směru od zákazníka)
- 90z xy abc (osmimístný; ve směru k zákazníkovi)

kde:
z je druh Premium SMS/MMS služby
xy je číslo poskytovatele
ab(c) značí cenu v Kč, včetně DPH ((0)05 – 5 Kč, (0)50 – 50 Kč, 500 – 500 Kč apod.)
MO Premium SMS spustili mobilní operátoři v Česku v polovině roku 2003. MT Premium SMS jsou dostupné od podzimu 2005.

## Využití
Premium SMS se využívají především jako součást marketingového mixu nebo mikroplatební nástroj pro
- autentifikace pro bankovní služby
- marketingové soutěže
- informační služby, kdy zákazník může získat potřebnou informaci online pomocí SMS
- placení za služby a přístup na internetové stránky
- on-line registrace
- M-Parking (placené stání na parkovištích)
- hlasování apod.